# Aequatoriella
Aequatoriella là một chi rêu trong họ Thuidiaceae.